# Palais Lanfranchi (Matera)
Le palais Lanfranchi est le plus important monument représentant la période du XVIIe siècle à Matera, dans la région de Basilicate en Italie. Devant la porte se trouve la sculpture La Goccia de Kengiro Azuma. 

## Histoire et architecture
L'édifice a été conçu et construit entre 1668 et 1672 par le frère Francesco da Copertino à la demande de l'archevêque Vincenzo Lanfranchi, dans le but d'accueillir le séminaire diocésain. La construction de la structure comprenait également le couvent del Carmine préexistant. En 1864, après l'unification de l'Italie, le Palazzo Lanfranchi a accueilli le lycée d'État Emanuele Duni jusqu'en 1967, où a également enseigné le poète Pascoli de 1882 à 1884. 
À partir des années 1980, le bâtiment a donné de l'espace aux bureaux de la Surintendance du patrimoine artistique et historique de la Basilicate et, depuis le 6 mai 2003, il est devenu le siège du musée national d'art médiéval et moderne de la Basilicate, divisé en quatre sections : Art sacré, Objets de collection avec une galerie de peintures, appartenant à Camillo D'Errico, par Ruoppolo, Abraham Brueghel, De Mura et Preti, Art contemporain, avec des œuvres de Carlo Levi, et une section démo-ethno-anthropologique. 
L'emplacement topographique du palais, à la fin de l'axe du XVIIIe siècle de via Ridola et donnant immédiatement sur le bassin de tuf du Sasso Caveoso, en fait le point de rencontre entre la ville moderne de la plaine et l'ancienne Rioni Sassi, qui est récemment entrée au patrimoine mondial de l'UNESCO. 

## Bibliographie

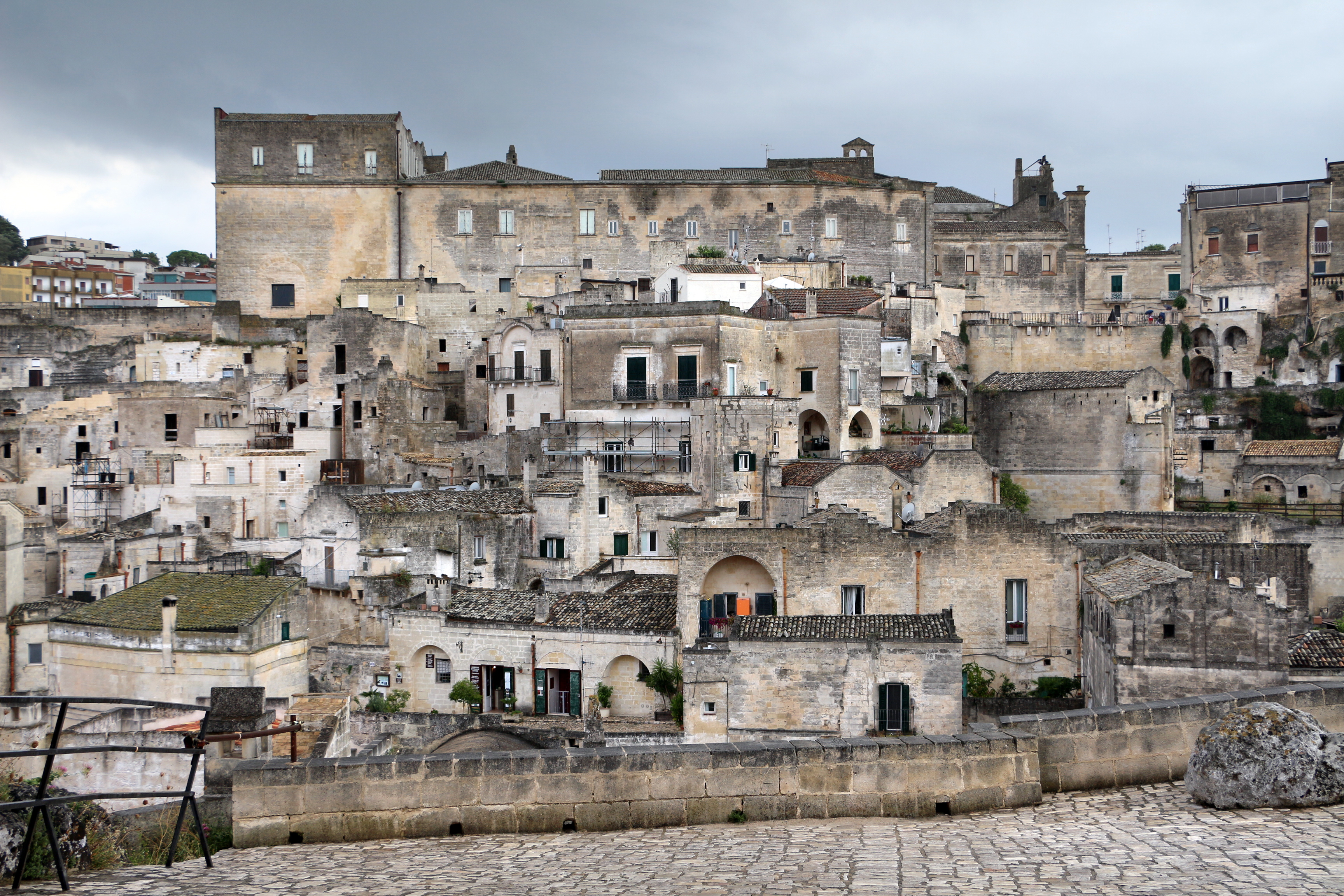
Palazzo Lanfranchi vu de Santa Maria di Idris.

## Articles associés
- Palazzo Lanfranchi à Pise
- Lanfranchi